# 9910 Vogelweide
A 9910 Vogelweide (ideiglenes jelöléssel 3181 T-2) a Naprendszer kisbolygóövében található aszteroida. Cornelis Johannes van Houten, Ingrid van Houten-Groeneveld és Tom Gehrels fedezte fel 1973. szeptember 30-án.